# 豊田中村
豊田中村（とよたなかそん）は、山口県豊浦郡にあった村。現在の下関市豊田町中心部の北西一帯にあたる。

## 地理
- 山岳 ： 鷹子山、勇山
- 河川 ： 粟野川

## 歴史
- 1889年（明治22年）4月1日 - 町村制の施行により、鷹ノ子村・八道村・稲見村・金道村・宇内村・浮石村の区域をもって発足。
- 1954年（昭和29年）10月1日 - 殿居村・西市町・豊田下村と合併して豊田町が発足。同日豊田中村廃止。